# René Lavand
René Lavand va néixer a Buenos Aires el 24 de setembre del 1928 i va morir a Tandil el 7 de febrer de 2015.
De petit, es va traslladar amb la seva família (pare asturià i mare basca) a Coronel Suarez, i finalment a Tandil. Era un il·lusionista argentí de fama mundial especialitzat en cartomagia. El seu nom complet era Héctor Renato Lavandeira.
Lavand realitzava les seves il·lusions amb l'única ajuda de la seva mà esquerra, ja que va perdre la dreta en un accident automobilístic quan només tenia nou anys. Lluny de deixar-se derrotar per tal circumstància, Lavand va practicar la cartomagia obsessivament des de la seva infantesa fins a assolir un complet domini de la baralla. Per a això va haver de seguir un camí autodidacte perquè "tots els llibres i tècniques són per a mags de dues mans".
Tanmateix, l'atracció dels espectacles de Lavand no requeia exclusivament en la sorprenent manera en la qual va superar la seva discapacitat, sinó en les històries (escrites majoritàriament pels seus amics Rolando Chirico i Ricardo Martín) amb què vestia les seves il·lusions, i en el seu expressiu maneig de la pausa o silenci dramàtic com a recurs.
Després de treballar com a bancari fins als trenta-dos anys, el 1961 -després de guanyar una competència màgica en l'especialitat anomenada manipulació- es va llançar com a professional actuant a la televisió i teatres argentins (Nacional i Tabaris). Des de 1983 viatjà i fou reconegut als Estats Units, Europa i el Japó, on realitzà espectacles privats i conferències per als seus col·legues. Fins i tot va realitzar espectacles al Castell Màgic de Hollywood, on el mític Dai Vernon, entre altres grans mags, va oferir excel·lents espectacles.
El seu joc més famós és la versió que realitzava d'un clàssic de la cartomagia anomenat "Aigua i oli"; en aquest utilitzà una de les frases que definien el seu art: "no es pot fer més lent". Va ser ell qui va crear la paraula "lentidigitació" que, en contraposició amb la prestidigitació, definia a la il·lusió executada lentament a fi de portar la impossibilitat a la seva màxima expressió.
Altres conceptes clau del seu art són "afegir bellesa a la sorpresa", i la recerca de "la bellesa del simple". El primer l'aconsegueix a través dels contes, poesies i música que utilitza en les seves presentacions. I el segon, portant els seus moviments, gests i paraules a l'essencial, aconseguint així una major sorpresa i gaudiment per part dels espectadors. La il·lusió en la qual més ho aconsegueix és -segons les seves pròpies paraules- "Les tres molles": en ella tres molles de pa apareixen una vegada i una altra dins d'una gerra de cafè, malgrat haver estat clarament llançades fora de la taula.
Tenia alguns "deixebles", com preferia anomenar-los, que el visitaven a casa seva per aprendre el seu art de prop; per a això va condicionar un vagó de tren que utilitzava com a saló de màgia, que ell mateix va batejar amb el nom de "Pata de Fierro". També va gravar videos, i publicar diversos llibres tècnics per als seus col·legues. Per al públic en general va escriure les seves memòries: "Remenant Records". En elles explica anècdotes d'una vida dedicada a recórrer el món portant el seu art únic, al costat de la transcripció d'algunes de les històries que explica en els seus jocs.

## Algunes aparicions televisives a nivell mundial
- "Magia Potagia" a Espanya (TVE).
- "Nada x Aqui" a Espanya (Cuatro).
- "Ilusiones", a Portugal.
- "Ed Sullivan show", als Estats Units.
- "The tonight show" amb Johnny Carson, als Estats Units.

## Aparicions cinematogràfiques
El 2002, Lavand va interpretar un veterà, amo d'un bar i ganapia de barri en la pel·lícula policíaca argentina "Un oso rojo", dirigida per Adrián Caetano, i va ser nominat al premi Còndor de Plata de l'Associació de Crítics Cinematogràfics de l'Argentina com a millor revelació masculina.